# Ткачёв, Пётр Андреевич
Пётр Андреевич Ткачёв (9 июля 1934 — 13 июня 2012, Климовск) — советский и российский конструктор-учёный, разработчик автоматического стрелкового оружия. Старший научный сотрудник, кандидат технических наук ЦНИИточмаш (1962—2006).
Известен разработкой ряда образцов стрелкового оружия, а также разработкой схем автоматики с уравновешенным импульсом отдачи подвижных частей и с накоплением (смещением) импульса отдачи.

## Проекты
- АГ-021
- АО-36
- АО-38
- АО-40
- АО-46
- АО-62
- AO-63
- АО-65